# Павло Потоцький (каштелян)
Павло Пото́цький (пол. Paweł Potocki, бл. 1612 або 1625 — між 1 листопада і 23 грудня 1675) — польський шляхтич гербу Золота Пилява. Військовий та державний діяч Корони Польської в Речі Посполитій, письменник. Представник примасівської гілки роду Потоцьких. Батько примаса Польщі Теодора Анджея Потоцького.

## Життєпис
Народився, за одними даними, близько 1625, за іншими, близько 1612 року. Син засновника Золотого Потоку Стефана Потоцького — старости генерального подільського та його дружини Марії Амалії (з дому — Могила, кузина митрополита Петра Могили). Брат Яна, Пйотра, Катерини та Анни Потоцьких. Батько примаса Польщі Теодора Анджея, дід Антонія Міхала Потоцьких.
1638 року почав навчання у Краківському університеті, потім виїхав за кордон. У 1641—1642 роках навчався в Падуї (записаний 1 листопада 1641 року), 3 травня 1642 року був консиліяром студентів-поляків. 1654 р. в Бучачі разом з молодшим братом Яном наказав чвертувати польського шляхтича Самуеля Весоловського, рештки тіла згодувати собакам canibus famelicis (ймовірно, за зраду).
Мав резиденцію в Чорткові. 1655 року після 4-денної оборони на 13 років потрапив до московського полону. 1674 року став каштеляном кам'янецьким
Разом з матір'ю, братами Пйотром і Яном доклав коштів, зусиль для будівництва костелу Різдва Найсвятішої Панни Марії і Святого Щепана першого мученика в родинному (Золотому Потоці. Маршалок Галицького сеймику 27-28 липня 1668 р., який дарував йому чоповий податок з Чорткова та Монастириська від 14 червня 1667 до 15 вересня 1668.
Помер, за даними Д. Вирського, між 1 листопада і 23 грудня 1675 року; за даними М. Нагельського, очевидно, наприкінці листопада — початку грудня, до 23 грудня 1675 року

### Сім'я
Перша дружина Ельжбета (Маріанна) Ярмолинська. Син: 
- Юзеф Станіслав — каштелян київський, каменський.

Друга дружина Єлена (Елеонора) з Салтикових. Діти:
- Александр Ян
- Теодор Анджей — примас Польщі
- Стефан — коронний референдар
- Якуб
- Міхал
- Пйотр Ян — белзький каштелян, староста черкаський, мостівський
- Ельжбета
- Анна — третя дружина Михайла Флоріана Жевуського[6]